# Dajyur
Dajyur, ook wel Damshung Paardenfestival is een Tibetaans festival dat plaats heeft aan het begin van de achtste maand van de Tibetaanse kalender, ongeveer in september van de gregoriaanse kalender die in Europa geldt.
De evenementen van Dajyur wordt in het zuiden van Tibet gevierd. De festiviteiten duren tien dagen en kennen competities  zoals paardenrace, fietscross en het dragen van stenen.
Zoals bij festivals in Tibet in het algemeen, wordt er getrouwd en bruiden gezocht. Andere festivals in Tibet zijn het Boterkaarsfestival, Yoghurtfestival, Gouden Ster-festival, Lhabab Düchen, Losar en Mönlam.